# Georges Masri
Georges Masri (* 26. Mai 1968 in Aleppo) ist ein syrischer Geistlicher und melkitisch griechisch-katholischer Erzbischof von Aleppo.

## Leben
Georges Masri besuchte die Grundschule der Maristen-Schulbrüder und später die Al-Iman-Schule in seiner Heimatstadt. Danach studierte er zunächst Französische Literatur in Aleppo, bevor er 1987 in das patriarchale Priesterseminar Heilige Anna in Raboueh eintrat. Ab 1995 studierte Masri Philosophie und Katholische Theologie am St. Paul Institut für Theologie und Philosophie in Harissa. Am 24. April 1999 empfing Masri durch melkitisch griechisch-katholischen Erzbischof von Aleppo, Jean-Clément Jeanbart BA, das Sakrament der Priesterweihe.
Von 2000 bis 2013 war Georges Masri Pfarrer der Pfarrei St. Dimitrios in Jabrie. Daneben wirkte er als Spiritual für mehrere geistliche Bewegungen. Ferner war Masri als Verantwortlicher für die diözesane Kirchenzeitung tätig. Am 15. August 2013 wurde Georges Masri Synkellos der Erzeparchie Aleppo. Gleichzeitig wurde ihm der Ehrentitel Archimandrit verliehen.
Die Bischofssynode der melkitisch griechisch-katholischen Bischöfe wählte ihn am 26. Juni 2021 zum Erzbischof von Aleppo. Papst Franziskus stimmte der Wahl am 17. September 2021 zu. Der melkitisch griechisch-katholische Patriarch von Antiochien, Joseph Absi SMSP, spendete ihm am 27. November desselben Jahres in der Kirche St. Georg in Aleppo die Bischofsweihe; Mitkonsekratoren waren der emeritierte melkitisch griechisch-katholische Erzbischof von Aleppo, Jean-Clément Jeanbart BA, und der Patriarchalvikar von Damaskus, Erzbischof Nicolas Antiba BA. Die Amtseinführung erfolgte am Folgetag.